# Boa Vista (Paraíba)
Boa Vista è un comune del Brasile nello Stato del Paraíba, parte della mesoregione dell'Agreste Paraibano e della microregione di Campina Grande.